# Jury Chechi
Yuri Chechi (Prato, Italia, 11 de octubre de 1969) es un gimnasta artístico italiano, especialista en el ejercicio de anillas, con el que ha logrado ser campeón olímpico en 1996 y cinco veces campeón del mundo de 1993 a 1997.

## Carrera deportiva
En el Mundial celebrado en Birmingham en 1993 consigue una medalla de oro en anillas, por delante del alemán Andreas Wecker (plata) y el bielorruso Ivan Ivankov. 
En el Mundial de Brisbane 1994 gana de nuevo el oro en anillas, esta vez por delante del estadounidense Paul O'Neill (plata) y, el alemán Valery Belenky y el rumano Dan Burincă empatados a puntos con el bronce.
En el Mundial de Sabae 1995 de nuevo logra el oro en anilla, quedando por delante del rumano Dan Burinca y el búlgaro Yordan Yovchev.
En el Mundial de San Juan 1996 de nuevo, una vez más, gana el oro en anillas, esta vez por delante del húngaro Szilveszter Csollány y el búlgaro Yordan Yovchev, empatados con la plata. Poco después, en los JJ. OO. Atlanta gana también el oro en anillas, por delante del húngaro Szilveszter Csollany (plata) y el rumano Dan Burinca.
En el Mundial de Lausana 1997, el oro en la misma prueba, por delante del húngaro Szilveszter Csollány y el búlgaro Yordan Yovchev.
En los JJ. OO. de Atenas 2004, cuando contaba con una edad de casi 35 años, vuelve a participar en anillas, donde consigue el bronce, por detrás del griego Dimosthenis Tampakos y el búlgaro Yordan Yovchev.
| Predecesor: Carlton Myers Sídney 2000 | Abanderado de Italia en los JJ. OO. de verano Atenas 2004 | Sucesor: Antonio Rossi Beijing 2008 |